# Östra Sälsjömossen
Östra Sälsjömossen är ett naturreservat i Degerfors kommun i Örebro län.
Området är naturskyddat sedan 1996 och är 104 hektar stort. Reservatet består av mossen med detta namn som är bevuxen med grupper av småvuxna tallar.